# Arnold Lippschitz
Arnold Lippschitz ou Lippschütz, ou encore Arnold Lipp en France, Arnold Phillips aux États-Unis, est un scénariste et dialoguiste allemand, né le 15 janvier 1901 à Berlin, mort le 30 août 1952 à Los Angeles (Californie).

## Filmographie
- 1918 : Bräutigam auf Aktien
- 1922 : Die Frau im Doktorhut
- 1930 : Der Tanz ins Glück
- 1931 : Das Geheimnis der roten Katze
- 1932 : Das Millionentestament
- 1932 : Zu Befehl, Herr Unteroffizier
- 1932 : Geheimnis des blauen Zimmers
- 1933 : Hugos Nachtarbeit
- 1934 : La Belle de nuit de Louis Valray
- 1934 : On a trouvé une femme nue de Léo Joannon
- 1934 : Le Roi des Champs-Élysées de Max Nosseck
- 1935 : La Marraine de Charley de Pierre Colombier
- 1935 : De Big van het regiment de Max Nosseck
- 1936 : Le Grand Refrain d'Yves Mirande
- 1936 : Port-Arthur de Nicolas Farkas
- 1937 : Yoshiwara de Max Ophüls
- 1937 : Boulot aviateur de Maurice de Canonge
- 1938 : Le Patriote de Maurice Tourneur
- 1938 : L'Affaire Lafarge de Pierre Chenal
- 1938 : Tempête sur l'Asie de Richard Oswald
- 1941 : Gambling Daughters (en) de Max Nosseck
- 1943 : One Dangerous Night (en) de Michael Gordon
- 1944 : Barbe-Bleue (Bluebeard) d'Edgar George Ulmer
- 1945 : The Brighton Strangler (en) de Max Nosseck
- 1945 : Jealousy
- 1946 : Soy un prófugo
- 1946 : Meurtre au music-hall (Murder in the Music Hall) de John English
- 1946 : The Return of Monte Cristo
- 1947 : Désirs de bonheur (Time Out of Mind) de Robert Siodmak
- 1951 : La Racoleuse (Pickup)
- 1951 : The Girl on the Bridge
- 1952 : Kill or Be Killed de Max Nosseck
- 1952 : An Affair at the Embassy (téléfilm)
- 1953 : Histoire de trois amours (The Story of Three Loves) de Gottfried Reinhardt et Vincente Minnelli
- 1953 : The Body Beautiful
- 1953 : The Professor (téléfilm)